# Federatie van Zuid-Arabische Emiraten
De Federatie van Zuid-Arabische Emiraten (Arabisch: اتحاد إمارات الجنوب العربي, Ittiḥād Imārāt al-ǧanūb al-ʿarabī, Engels: Federation of Arab Emirates of the South) was een federatie van emiraten binnen het Britse Protectoraat Aden. De federatie werd op 11 februari 1959 in Aden ingehuldigd. Oorspronkelijk bestond de federatie uit zes staten, later sloten nog negen staten zich aan. Op 4 april 1962 werd de Zuid-Arabische Federatie opgericht, waarmee de Federatie van Zuid-Arabisch Emiraten ophield te bestaan. Overigens traden niet alle lidstaten van de Federatie van Zuid-Arabisch Emiraten meteen toe tot de nieuwe federatie.

## Oorspronkelijke staten
- Sultanaat Audhali
- Emiraat Beihan
- Emiraat Dhala
- Sultanaat Fadhli
- Sultanaat Neder-Yafa
- Sjeikdom Opper-Aulaqi

## Later toegetreden staten
- Sjeikdom Alawi
- Sjeikdom Aqrabi
- Territorium Dhatina
- Sultanaat Haushabi
- Sultanaat Lahej
- Sultanaat Neder-Aulaqi
- Sjeikdom Maflahi
- Sjeikdom Shaib
- Sultanaat Wahidi Balhaf